# Родинка

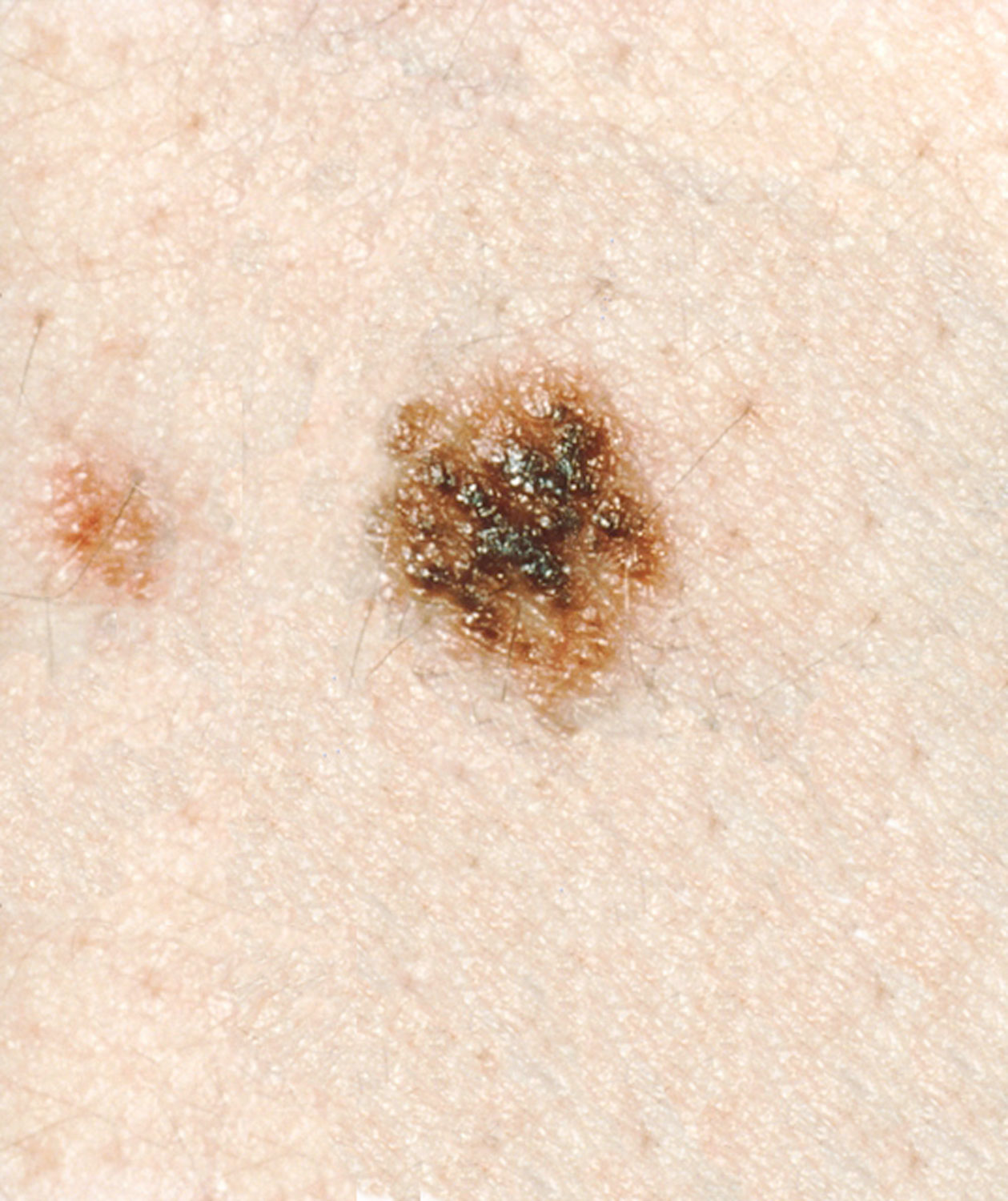
Диспластический невус

Ро́динки (также невусы от лат. naevus — родимое пятно) — врождённые пигментированные или беспигментные образования на коже, слизистых, хориоидее и радужной оболочке, возникающие из меланоцитов и имеющие различные цвета — коричневый, чёрный, красный, фиолетовый и другие. Они могут располагаться на уровне кожи или возвышаться над ней. Возникнув эмбрионально, внешне могут проявляться в различном возрасте.
Невусы являются разновидностью патологического меланоза.
В разговорной речи мелкие пигментные невусы на коже называются родинками, более кру́пных размеров — родимыми пятнами (en:Birthmark). Иногда, родинками и родимыми пятнами в разговорной речи называют гемангиомы кожи.
Пигментные родинки есть практически у всех людей старше десяти лет. По данным медицины, чаще всего они встречаются на лице.
У грудных детей точечных родинок почти не бывает, но они проявляются уже в первые годы жизни. В большом количестве родинки появляются в период полового созревания — под воздействием гормонов. Едва заметные пятна начинают увеличиваться в размерах, меняется окраска, вплоть до чёрной. Дело в том, что на образование пигмента меланина в коже сильно влияет меланотропный гормон гипофиза. Новые родинки часто появляются и у беременных женщин, при этом старые меняют цвет и иногда увеличиваются в размерах.
Родинки могут появиться на любом месте тела, в том числе на слизистых оболочках, в полости рта, на языке, во влагалище и в области анального отверстия. Родинки на слизистых оболочках у женщин встречаются чаще, чем у мужчин.

## Причины появления родинок
Родинки образуются на коже из пигментных клеток, которые расположены между дермой (внутренним слоем кожи) и эпидермисом (самым верхним слоем кожи). Причин появления невусов может быть несколько:
- Наследственность. Одна из причин появления родинок в определённом месте на теле может быть заложена в ДНК человека.
- Солнечный свет и ультрафиолетовое излучение. Чрезмерное нахождение под ультрафиолетовыми лучами чревато избыточной выработкой меланина, который образует родинки.
- Гормональные изменения. В результате гормональных сбоев или всплесков (стресс, болезнь, роды и тому подобное), могут как появляться новые, так и исчезать старые родинки.
- Радиационное, рентгеновское излучение, вирусы и травмы. Всё это может стать причиной перемещения пигментированных клеток к эпидермису.

## Разновидность родинок

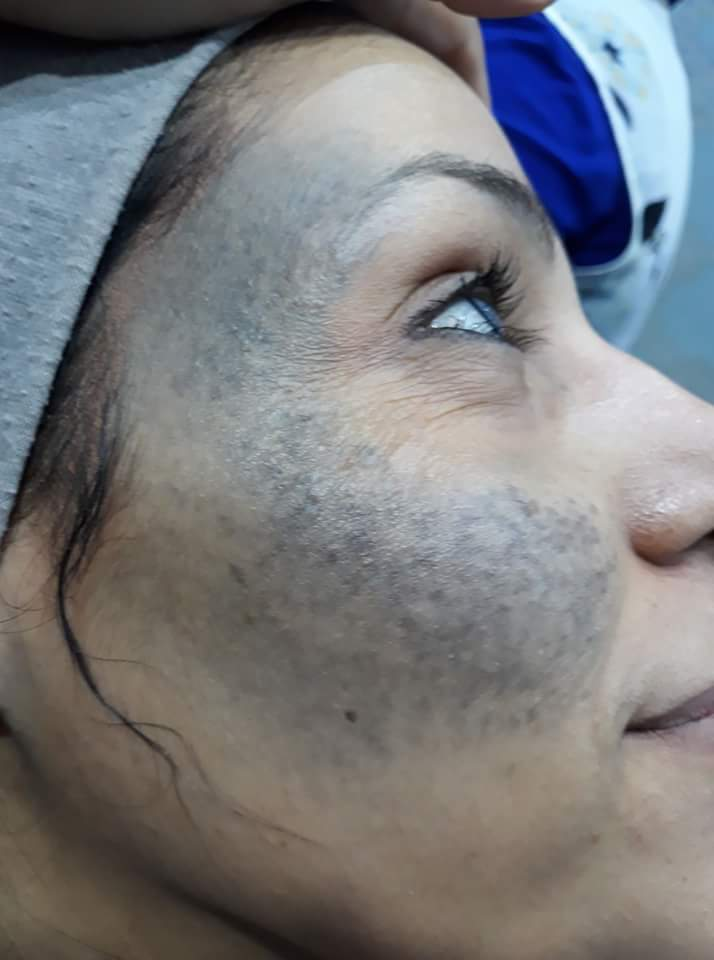
Невус Оты — разновидность Голубой невус. Скуловой вариант

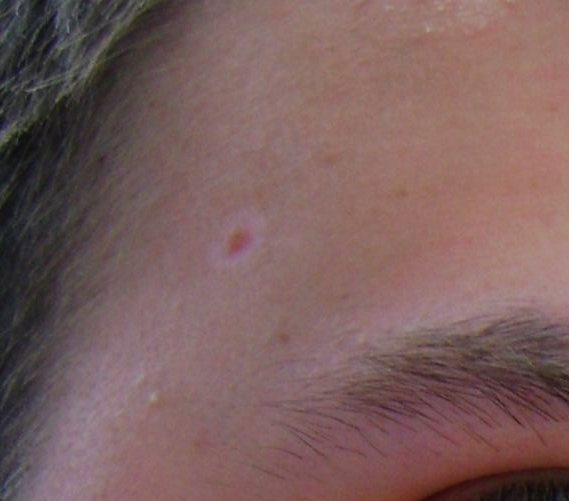
Галоневус в височной области — сочетание витилиго и внутридермального невуса

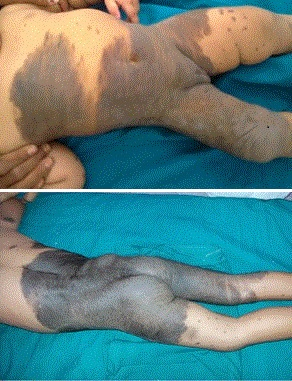
Гигантский пигментный невус у детей

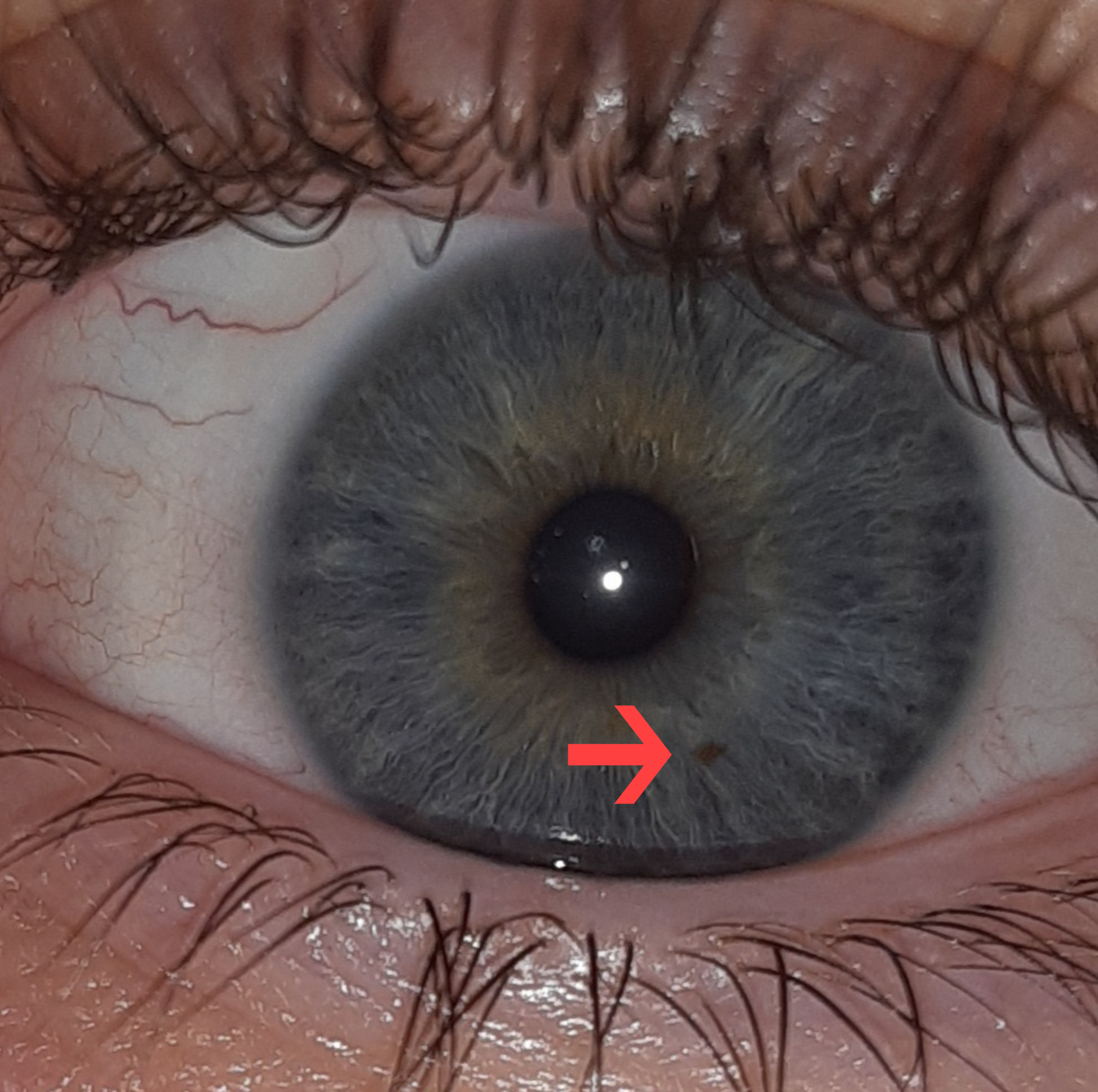
Стационарный невус радужки на 5 часах

Родинки можно поделить на два основных вида:
1. Сосудистые родинки[уточнить] (Телеангиэктазия?). Такие невусы возникают из-за слишком быстрого роста капилляров крови и проявляются в виде изменения структуры сосудов кожного покрова.
2. Пигментные родинки. Такие возникают из пигментных клеток из-за переизбытка меланина.

Кроме того, родинки можно поделить на врождённые и приобретённые.
Врождённые невусы по размеру бывают:
- крупными и даже гигантскими — более 10 мм в диаметре;
- средними — до 10 мм в диаметре;
- мелкими — 0,5—1,5 мм в диаметре.

Наиболее опасными являются средние и крупные родинки, поскольку вероятность их преобразования в опухоль достаточно высока. Особенную опасность представляют собой злокачественные опухоли, которые приводят к росту патологических тканей и поражению различных функций органов и систем организма человека, что без лечения может привести к смерти.
Приобретённые невусы делятся на три вида:
- внутридермальные невусы (скопление меланоцитов глубоко под кожей);
- эпидермальные (скопление меланоцитов в верхнем слое кожи);
- пограничные или смешанные (скопление меланоцитов между эпидермисом и дермой).

Висячий невус — кожный нарост с бугристой поверхностью. В зависимости от этиологии такая родинка бывает следующих видов — акрохордон (мягкая фиброма), невус, кератома, папиллома, нейрофиброма.
Различают также меланоформный невус. Родинки этого типа могут быть как врождёнными, так и приобретенными. Нередко их относят к доброкачественным опухолям. Отличаются они способностью к злокачественному перерождению. Первичный меланоформный невус характеризуется медленным развитием. Его возникновению способствуют аномалии внутриутробного развития плода и другие причины.

## Опасность родинок
Большинство родимых пятен безопасно и не требует лечения. Можно закрыть бинтом или марлевой повязкой от солнца для снижения чувствительности.
Под действием внешних факторов (ультрафиолетовое излучение, повреждения — травма или частое натирание) есть некоторая вероятность перерождения родинки в меланому — одну из самых опасных злокачественных опухолей человека.
Если родинка располагается в том месте, где может часто травмироваться (например, родинки на подошвах ног, ладонях, на шее под воротником или на талии), тогда желательно удалить её, предварительно проконсультировавшись с врачом.

## Способы удаления родинок
- с помощью лазера;
- ляписным карандашом или раствором нитрата серебра;
- с помощью электрического тока;
- криотерапия;
- радиохирургическим и хирургическим способом
- Пигмент (органический)

## Видео
- Удаление папилломатозного невуса спины